# Valverde del Majano
Valverde del Majano es un municipio y localidad española de la provincia de Segovia, en la comunidad autónoma de Castilla y León. El término municipal, ubicado en la Campiña Segoviana y en las Tierras de Segovia, tiene una población de 1126 habitantes (INE 2024).

## Geografía
| Noroeste: Garcillán  | Norte: Los Huertos, Hontanares de Eresma | Noreste: Valseca |
| Oeste: Martín Miguel |                                          | Este: Segovia    |
| Suroeste: Abades     | Sur: Segovia                             | Sureste: Segovia |

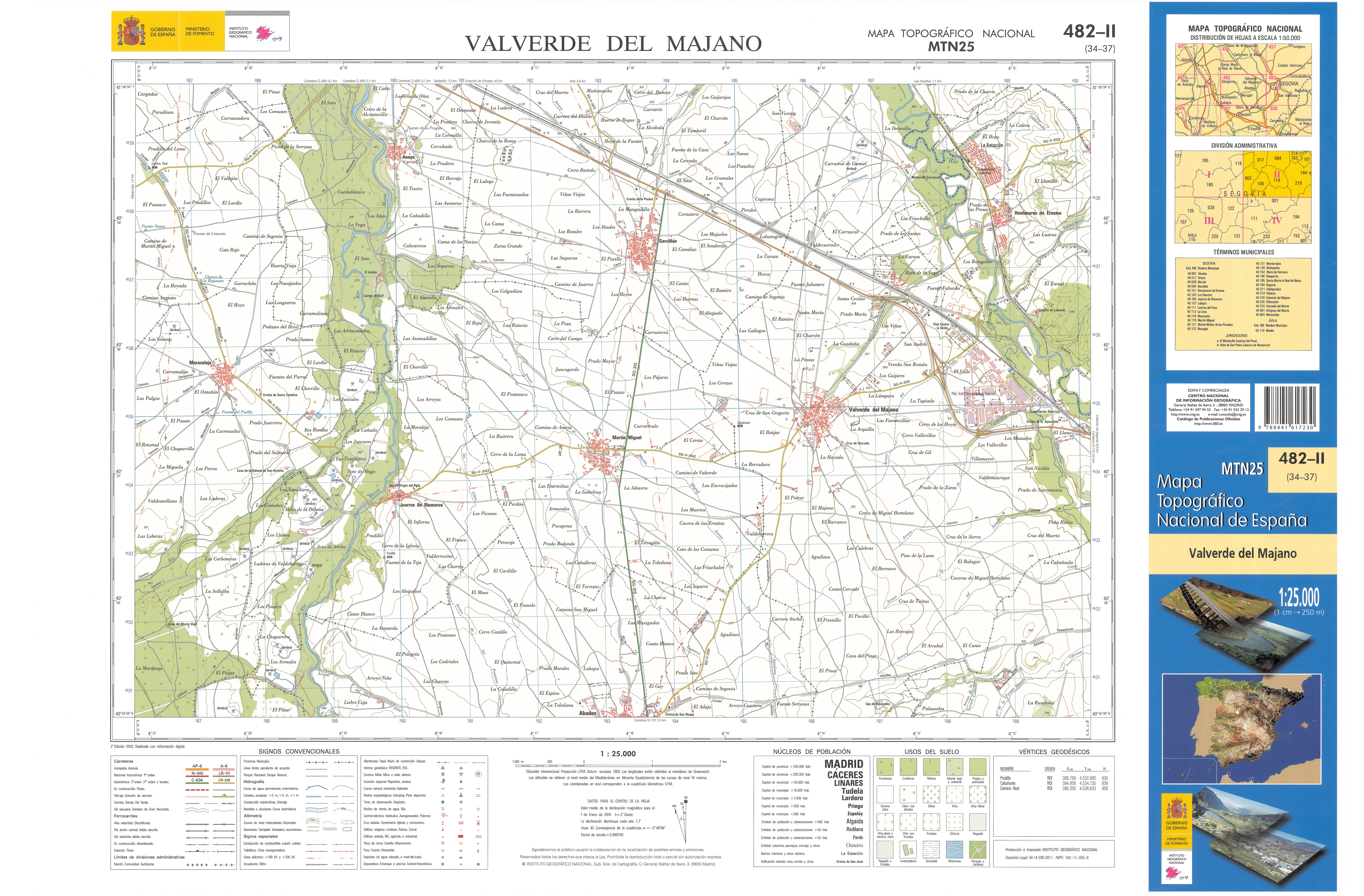
Fragmento de la hoja 481 del Mapa Topográfico Nacional de España de 2010 en el que se representa parte de Valverde del Majano

En su término municipal se encuentran los despoblados de Lobones, La Aldea de Domingo Martín, Mazuelos, Otero Rubio, Palacio, Sacramenia y Valverdejo.

## Historia

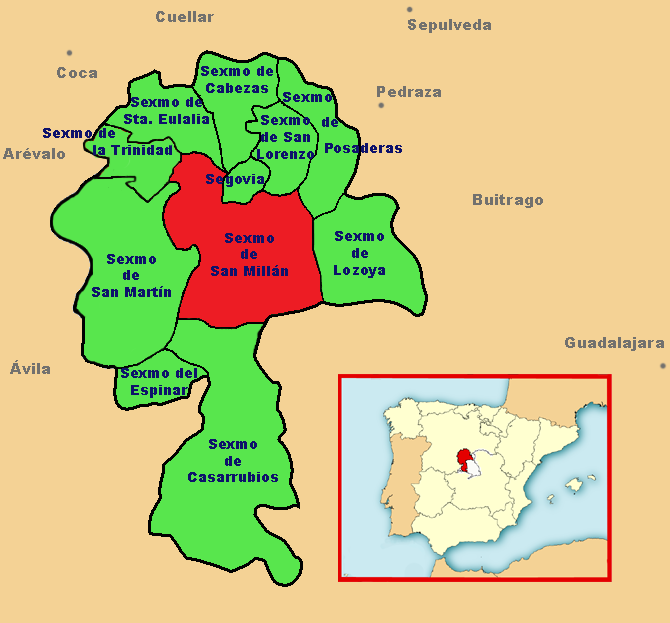
Mapa del sexmo de San Millán en la región de origen medieval de la Comunidad de Villa y Tierra de Segovia, de la que Valverde del Majano es capital

En la época romana por el término cruzaba el camino entre Segovia y Cauca. Perteneció desde su fundación en la Reconquista a la Comunidad de Ciudad y Tierra de Segovia, en el Sexmo de San Millán. Aunque no hay información escrita sobre el pueblo hasta el siglo XII.
Hacia mediados del siglo XIX, el lugar tenía contabilizada una población de 829 habitantes. Aparece descrito en el decimoquinto volumen del Diccionario geográfico-estadístico-histórico de España y sus posesiones de Ultramar de Pascual Madoz de la siguiente manera:

VALVERDE DEL MAJANO: l. con ayunt. de la prov., part. jud. y dióc. de Segovia (1 1/2 leg.), aud. terr. de Madrid (16), c. g de Castilla la Nueva. sit. en terreno llano, le combaten todos los vientos, y su clima es mediano, padeciéndose por lo comun calenturas catarrales y pleuresias. Tiene 250 casas de inferior construccion, divididas en das partes por un pequeño arr.; casa de ayunt., cárcel, escuela de primeras letras, dotada con 2,000 rs., á la cual concurren unos 70 niños: igl. parr. (Ntra. Sra. de la Asuncion) con curato de segundo ascenso y de provision ordinaria; 2 ermitas propias del pueblo, Ntra. Sra. de la Aparecida y Ntra. Sra. de la Soledad; y 3 fuentes de buenas y abundantes aguas, de las cuales se surten los vec para sus usos. El térm. confina N. Garcillan; E. Lobones; S. Abades, y O. Martin-Miguel: se estiende una leg. por S. y 1/4 por N. E. y O., y comprendo una venta y molino con el nombre de Lobones: le cruzan los r. Eresma y Milanos. El terreno es de segunda y tercera calidad, y se cultivan sobra 3,900 obradas. caminos los que dirigen á los pueblos limítrofes; y la carretera de Segovia á Sta. María de Nieva que pasa por el térm. El correo se recibe en la adm. de Segovia por el primero que se presenta á recogerlo. prod. buen trigo, cebada, centeno, algarrobas y garbanzos; pudiendo calcularse por quinquenio el producto general de toda especie en 13,000 fan.: mantiene ganado lanar, vacuno, asnal, caballar y de cerda; y cria caza de liebres y perdices. pobl.: 198 vec., 829 alm. cap. imp. 178,177 rs. contr.: 20'72 por ciento.
(Madoz, 1849, p. 503)

## Demografía
Cuenta con una población de 1126 habitantes (INE 2024).
| Gráfica de evolución demográfica de Valverde del Majano entre 1842 y 2021                                             |
| |
| Población de derecho según los censos de población del INE. Población de hecho según los censos de población del INE. |

## Economía
Tiene un polígono industrial llamado «Nicomedes García» en honor al empresario nacido en la localidad, creador del citado polígono en los años 1970 y que luego donó al municipio. En él existe una planta de embotellamiento de whisky DYC, una de las dos de la marca en la provincia de Segovia junto a la de Palazuelos de Eresma.
Cabe destacar actualmente por volumen de negocio y número de empleados a la empresa Ontex Peninsular, dedicada a la fabricación y distribución de celulosa para uso sanitario.

## Administración y política
| Periodo   | Nombre                                                                                      | Partido       |
| --------- | ------------------------------------------------------------------------------------------- | ------------- |
| 1979-1983 | Julio Albornos Llorente                                                                     | CD            |

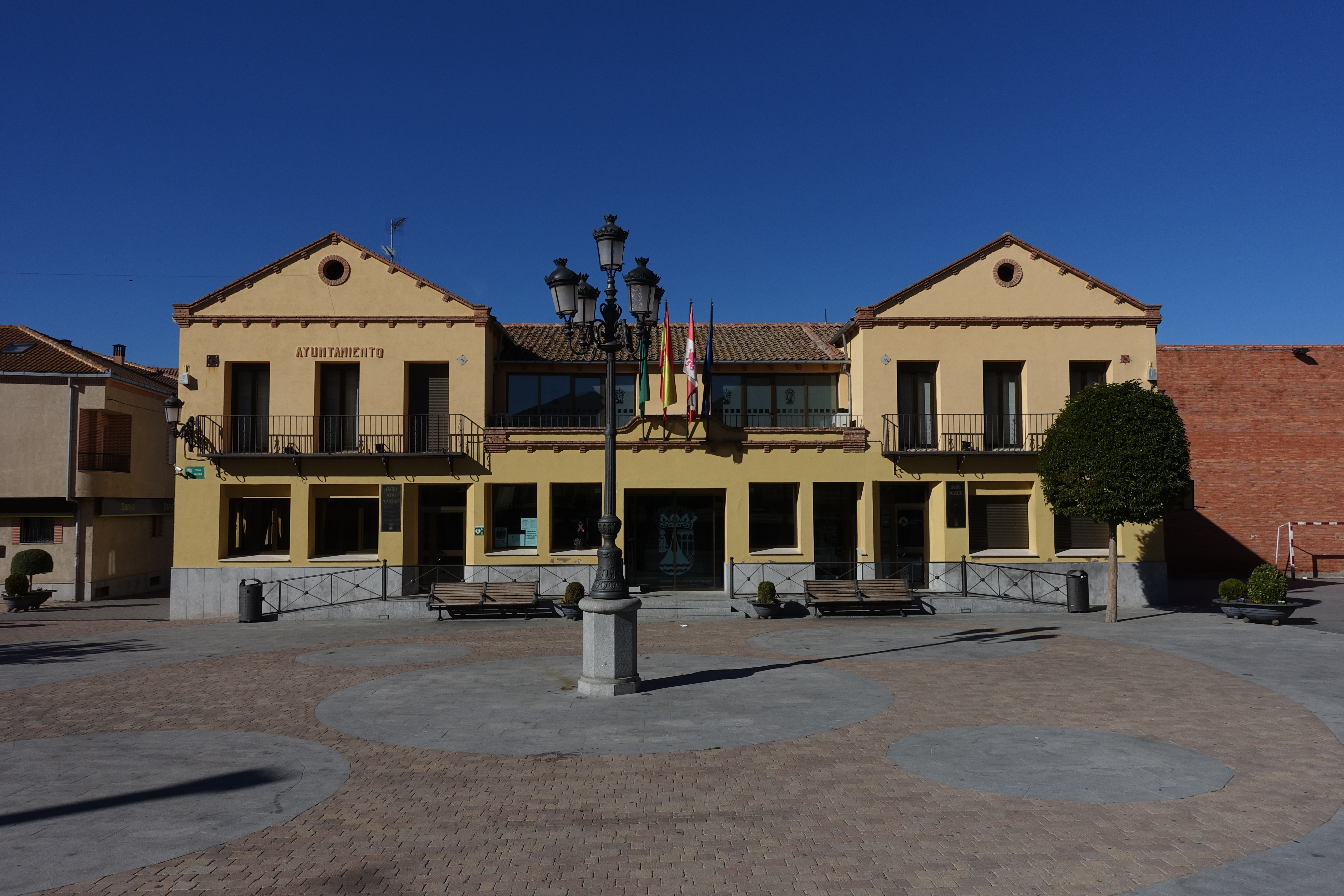
Casa consistorial

| 1983-1987 | Luis Miguel Albornos García                                                                 | AP-PDP-UL     |
| 1987-1991 | Luis Miguel Albornos García                                                                 | Independiente |
| 1991-1995 | Luis Miguel Albornos García                                                                 | PP            |
| 1995-1999 | Luis Miguel Albornos García                                                                 | PP            |
| 1999-2003 | Luis Miguel Albornos García                                                                 | PP            |
| 2003-2007 | Gerardo Rafael Casado Llorente                                                              | PP            |
| 2007-2011 | Gerardo Rafael Casado Llorente                                                              | PP            |
| 2011-2015 | Gerardo Rafael Casado Llorente                                                              | PP            |
| 2015-2019 | Jesús Javier Lucía Marugán                                                                  | PSOE          |
| 2019-2023 | Mª del Carmen Gómez Elices (15-06-2019 - 17-07-2019)Jesús Javier Lucía Marugán (17-07-2019) | CsPSOE        |
| 2023-act. | Olga Llorente Tabanera                                                                      | PP            |

### Elecciones municipales
| Elecciones municipales, 25 de mayo de 2003 |       |         |            |
| Partido                                    | Votos | %       | Concejales |
| PP                                         | 260   | 71.63 % | 5          |
| PSOE                                       | 94    | 25.9 %  | 2          |

| Elecciones municipales, 27 de mayo de 2007 |       |         |            |
| Partido                                    | Votos | %       | Concejales |
| PP                                         | 383   | 77.22 % | 6          |
| PSOE                                       | 95    | 19.15 % | 1          |

| Elecciones municipales, 22 de mayo de 2011 |       |         |            |
| Partido                                    | Votos | %       | Concejales |
| PP                                         | 370   | 62.5 %  | 6          |
| PSOE                                       | 192   | 32.43 % | 3          |

| Elecciones municipales, 24 de mayo de 2015 |       |         |            |
| Partido                                    | Votos | %       | Concejales |
| PSOE                                       | 301   | 51.54 % | 5          |
| PP                                         | 259   | 44.35 % | 4          |

| Elecciones municipales, 26 de mayo de 2019 |       |         |            |
| Partido                                    | Votos | %       | Concejales |
| PSOE                                       | 277   | 43.35 % | 4          |
| PP                                         | 178   | 27.86 % | 3          |
| Ciudadanos                                 | 166   | 25.98 % | 2          |
| Centrados                                  | 15    | 2.35 %  | 0          |

| Elecciones municipales, 28 de mayo de 2023 |       |         |            |
| Partido                                    | Votos | %       | Concejales |
| PP                                         | 379   | 61.12 % | 6          |
| PSOE                                       | 232   | 37.41 % | 3          |

## Autobuses

Plano Metropolitano Segovia donde aparecen las líneas a su paso por Valverde del Majano

Valverde del Majano forma parte de la red de transporte Metropolitano de Segovia que va recorriendo los distintos pueblos de la provincia.
| Línea | Trayecto |
| ----- | --- |
| M1    | Garcillán - Segovia (por Pol. Ind. Nicomedes García, Casino La Unión, Valverde del Majano, Abades y Martín Miguel) |

## Símbolos
El escudo heráldico que representan al municipio fue aprobado oficialmente el 30 de mayo de 2000. El escudo se blasona de la siguiente manera:

Escudo Mantelado en perla. Primero, de oro con la imagen de Nuestra Señora de la Aparecida, en sus colores. Segundo, de Gules con un acueducto de dos órdenes, de plata, mazonado de sables y puesto sobre diez peñascos de plata. Tercero en perla de sinople con una espiga de su color, puesto sobre ondas de azur y plata. Timbrado de la orona Real Española.
Boletín Oficial de Castilla y León nº 143/2000 de 24 de julio de 2000

La bandera que representa al municipio fue aprobada oficialmente el 2 de marzo de 1999, su descripción textual es la siguiente:

Bandera cuadrada, de proporción 1:1, de color verde, y el escudo municipal en el centro,en sus colores.
Boletín Oficial de Castilla y León nº 68/1999 de 13 de abril de 1999

## Patrimonio

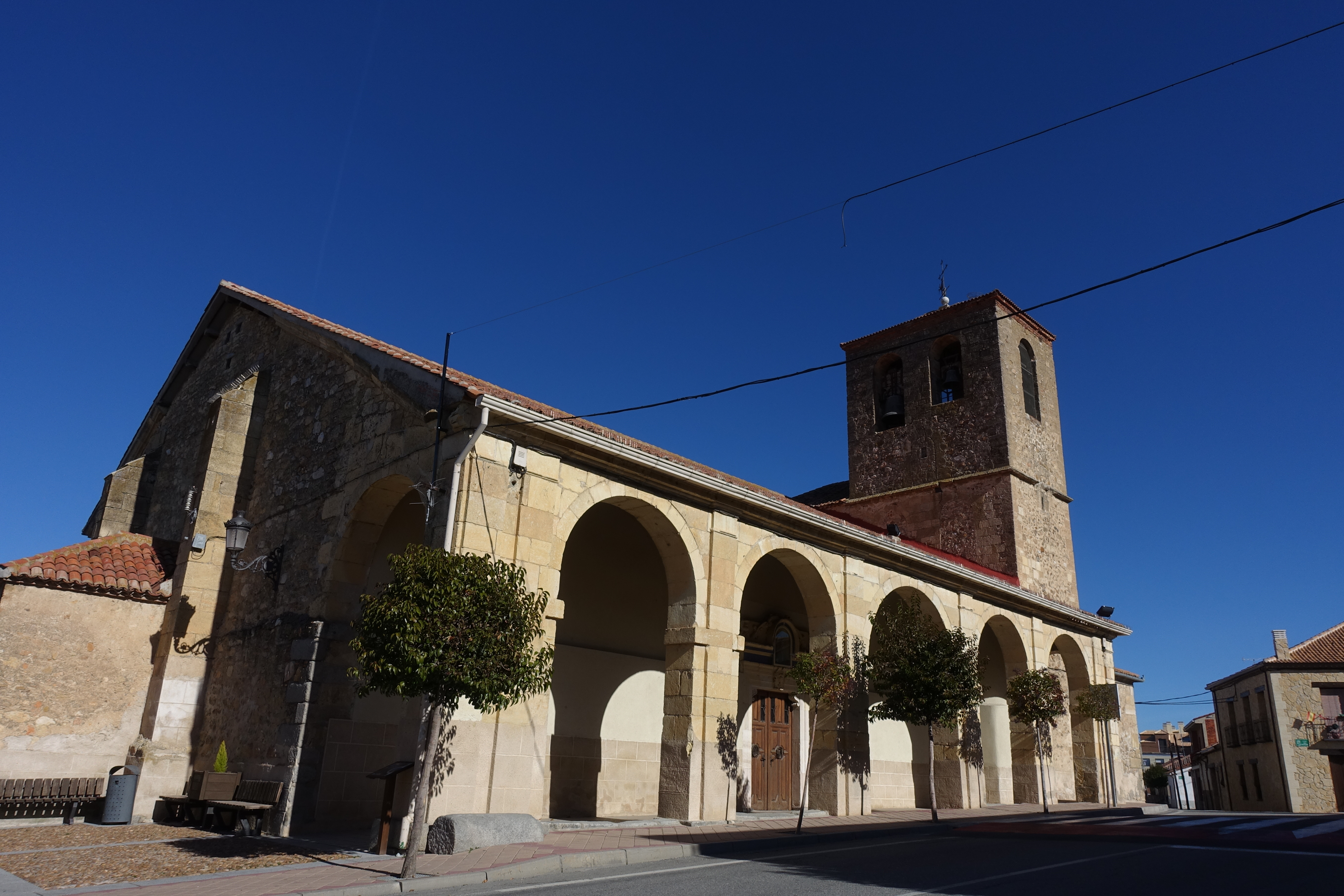
Iglesia de la Asunción

- Iglesia de Nuestra Señora de la Asunción,[3] del siglo XVI.
- Ermita de Ntra. Sra. de la Aparecida,[3] con fiesta-romería en junio y septiembre.
- Ermita de la Soledad.[3]
- Paraje de Mazuelos.
- Paraje de El Majano.
- Monte y Caserío de Lobones.

## Fiestas
- Nuestra Señora de la Asunción (15 de agosto) como patrona de la parroquia.
- La patrona del pueblo es la Virgen de la Aparecida cuyas fiestas se celebran el segundo fin de semana de junio y de septiembre con romerías en su santuario de Mazuelos.

## Ciudades hermanadas
- Gisborne (Nueva Zelanda). Este protocolo de hermanamiento se firmó el 28 de diciembre de 2010.